# Дионис, потерпевший кораблекрушение
«Дионис, потерпевший кораблекрушение» — древнегреческая комедия, которую приписывали драматургу Аристофану. Уже в античную эпоху это авторство начали оспаривать, современные антиковеды в нём не уверены. Дата постановки неизвестна. Текст пьесы практически полностью утрачен, сохранился только один короткий фрагмент в две строки: «Зачем, злодей, ты хочешь, чтобы сгинул я, // Как клоп на смертном ложе?» (фрг. 342). Исследователи отмечают, что бога виноделия Диониса часто изображали плывущим на корабле аттические вазописцы.